# Rhonda Fleming

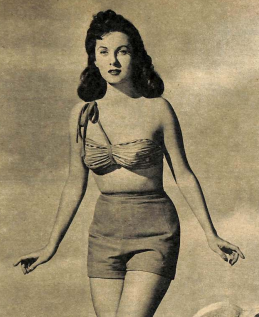
Rhonda Fleming im US-Kriegsmagazin Yank, 1944.

Rhonda Fleming (eigentlich Marilyn Louis; * 10. August 1923 in Hollywood, Kalifornien; † 14. Oktober 2020 in Santa Monica, Kalifornien) war eine US-amerikanische Schauspielerin und Sängerin.

## Leben
Rhonda Fleming wurde als Tochter des New Yorker Fotomodels Effie Graham geboren. Nach ihrem Debüt in einer Statistenrolle in dem Western Die Hölle von Oklahoma im Jahr 1943 wurde die gutaussehende Jungschauspielerin in den folgenden Jahren zunächst in kleineren Rollen besetzt. Während des Zweiten Weltkriegs trat sie als Pin-Up-Girl für amerikanische Kriegszeitschriften auf.
Eine ihrer ersten bedeutenden Rollen hatte sie im Jahr 1945 in Alfred Hitchcocks Psychothriller Ich kämpfe um dich, wo sie an der Seite von Ingrid Bergman und Gregory Peck die männerhassende Patientin eines Sanatoriums spielte. Daraufhin wurde sie in zahlreichen Filmen der Schwarzen Serie besetzt, darunter als ermordete Sekretärin in Robert Siodmaks Die Wendeltreppe (1946) sowie als Femme Fatale in Jacques Tourneurs Goldenes Gift (1947). Besonders oft wurde Fleming in Technicolor-Filmen zum Einsatz gebracht, da diese ihre roten Haare zur Geltung brachten. Gemeinsam mit der ebenfalls rothaarigen Maureen O’Hara trug sie daher den Spitznamen Queen of Technicolor.
Zwischen 1947 und 1957 stand Fleming bei Paramount Pictures unter Vertrag, wo sie viele weibliche Hauptrollen erhielt. Zu ihren Filmpartnern zählten Bing Crosby (Ritter Hank, der Schrecken der Tafelrunde), Bob Hope (Der große Liebhaber), Ronald Reagan (Hong Kong), Donald O’Connor (The Buster Keaton Story) und Dana Andrews in dem von Fritz Lang gedrehten Film noir Die Bestie (1956). Eine ihrer bekanntesten Rollen spielte Fleming 1957 im klassischen Western Zwei rechnen ab an der Seite von Burt Lancaster und Kirk Douglas. In mehreren ihrer Filmauftritte trat Fleming zudem als Sängerin auf. 1959 präsentierte sie das Stück A Very Precious Love bei der 31. Oscarverleihung.
Bis Ende der 1950er-Jahre blieb Fleming dem amerikanischen Kino in Hauptrollen erhalten, ehe ihre Filmkarriere langsam nachließ. In den 1960er-Jahren spielte sie fast ausschließlich in Fernsehfilmen, drehte aber auch mehrere Filme im Ausland. Hierzu gehörte die weibliche Hauptrolle im 1960 erschienenen Historien-Abenteuerfilm Die Sklaven Roms, einer italienischen Produktion.
Ab den 1960er-Jahren trat Fleming vermehrt auch in Fernsehserien wie Die Leute von der Shiloh Ranch, Kung Fu, Make-up und Pistolen sowie Love Boat auf. 1980 beendete sie ihre Laufbahn als Schauspielerin, kehrte jedoch 1990 für den Kurzfilm Waiting for the Wind mit Robert Mitchum noch einmal vor die Kamera zurück.
Zuletzt engagierte sie sich in Wohltätigkeitsvereinen. Rhonda Fleming heiratete sechs Mal, darunter den Schauspieler Lang Jeffries und den Filmproduzenten Hall Bartlett. 1991 gründete sie mit ihrem fünften Ehemann, dem Geschäftsmann Ted Mann, eine Klinik, die sie auch nach seinem Tod im Jahr 2001 weiterhin unterstützte. Von 2003 bis zu dessen Tod im Oktober 2017 war sie mit Darol Carlson verheiratet. Rhonda Fleming wurde 1960 mit einem Stern auf dem Hollywood Walk of Fame geehrt.
Fleming starb am 14. Oktober 2020 im Providence Saint John’s Health Center in Santa Monica im Alter von 97 Jahren.

## Filmografie (Auswahl)
- 1943: Die Hölle von Oklahoma (In Old Oklahoma)
- 1944: Als du Abschied nahmst (Since You Went Away)
- 1944: Heirate niemals einen Fremden (When Strangers Marry)
- 1945: Ich kämpfe um dich (Spellbound)
- 1946: Die Wendeltreppe (The Spiral Staircase)
- 1946: Banditen ohne Maske (Abilene Town)
- 1947: Adventure Island
- 1947: Goldenes Gift (Out of the Past)
- 1949: Ritter Hank, der Schrecken der Tafelrunde (A Connecticut Yankee in King Arthur’s Court)
- 1949: Der große Liebhaber (The Great Lover)
- 1950: Der Rebell von Mexiko (The Eagle and the Hawk)
- 1951: Cry Danger
- 1951: Der Revolvermann (The Redhead and the Cowboy)
- 1951: Sein letzter Verrat (The Last Outpost)
- 1951: Little Egypt
- 1951: Gold in Neuguinea (Crosswinds)
- 1952: Hongkong (Hong Kong)
- 1952: Lady Rotkopf (The Golden Hawk)
- 1953: Pony-Express (Pony Express)
- 1953: Die Schlange vom Nil (Serpent of the Nile)
- 1953: Tropische Abenteuer (Tropic Zone)
- 1953: Verhängnisvolle Spuren (Inferno)
- 1954: In den Kerkern von Marokko (Yankee Pasha)
- 1954: Der Schatz der Jivaro (Jivaro)
- 1954: Semiramis, die Kurtisane von Babylon (La cortigiana di Babilonia)
- 1955: Todesfaust (Tennessee’s Partner)
- 1956: Die Bestie (While the City Sleeps)
- 1956: Blutige Hände (The Killer is Loose)
- 1956: Straße des Verbrechens (Slightly Scarlet)
- 1957: Der Mann, der niemals lachte (The Buster Keaton Story)
- 1957: Zwei rechnen ab (Gunfight at the O.K. Corral)
- 1957: Schlucht des Verderbens (Gun Glory)
- 1958: Bevor die Nacht anbricht (Home Before Dark)
- 1958: Das Teufelsweib von Montana (Bullwhip)
- 1959: Ein Schuß und 50 Tote (Alias Jesse James)
- 1959: Die Welt der Sensationen (The Big Circus)
- 1960: SOS für Flug T 17 (The Crowded Sky)
- 1960: Die Sklaven Roms (La rivolta degli schiavi)
- 1964: Die Heulboje (The Patsy)
- 1965: Die Leute von der Shiloh Ranch (The Virginian; Fernsehserie, eine Folge)
- 1965: Schlüsselpartie in Texas (Una moglie americana)
- 1974: Make-up und Pistolen (Police Woman; Fernsehserie, eine Folge)
- 1975: Kung Fu (Fernsehserie, eine Folge)
- 1976: Won Ton Ton – der Hund, der Hollywood rettete (Won Ton Ton: The Dog Who Saved Hollywood)
- 1978: Love Boat (The Love Boat; Fernsehserie, eine Folge)
- 1980: Die nackte Bombe (The Nude Bomb)
- 1990: Waiting for the Wind (Kurzfilm)